# Ла Меса (Калифорния)
Ла Меса (на испански: La Mesa) е град в окръг Сан Диего в щата Калифорния, САЩ. Ла Меса е с население от 54 749 жители (2000) и обща площ от 24,10 км² (9,30 мили²). Ла Меса получава статут на град на 16 февруари 1912 г.